# Лаженцев, Виталий Николаевич
Вита́лий Никола́евич Ла́женцев (род. 17 июля 1940, Свеча, Кировская область) — советский и российский географ и экономист, доктор географических наук, профессор, член-корреспондент РАН (2000), почётный председатель Коми республиканского отделения Русского географического общества, директор Института социально-экономических и энергетических проблем Севера Коми НЦ УрО РАН (1995—2010). Заслуженный деятель науки Республики Коми (1994) и Российской Федерации (1999) .

## Биография
Учился на кредитно-экономическом факультете Московском финансовом институте (1957—1961). Работал в Читинской лаборатории Института географии Сибири и Дальнего Востока СО АН СССР (1961—1976). В 1968 году защитил кандидатскую диссертацию «Специализация и межрайонные экономические связи Читинской области».
С 1976 года поступил на работу в Коми филиал АН СССР. В 1994 году защитил докторскую диссертацию «Территориальное развитие: методология и опыт регулирования».
С 1995 по 2010 годы — директор Института социально-экономических и энергетических проблем Севера Коми НЦ УрО РАН. 26 мая 2000 года избран членом-корреспондентом РАН по Отделению общественных наук.
С 2011 года — главный научный сотрудник Института социально-экономических и энергетических проблем Севера.

## Результаты научных исследований
- Показал опыт использования банковской статистики в изучении межрегиональных экономических связей;
- Применил методы программно-целевого планирования к формированию территориально-производственных комплексов в Забайкалье и Европейском Северо-Востоке;
- Проанализировал роль Севера в развитии экономики России: скрепление рыночного пространства, приоритет в формировании внутреннего российского рынка над внешним, уникальность этнокультуры и традиционных видов хозяйства, высокое значение экологических функций;
- Выполнил типологию территориально-хозяйственных систем Севера России и предложил направления их модернизации;
- Рассмотрел «территориальное развитие» как специфический вид экономико-географической деятельности домашних хозяйств, соседских общин. муниципальных образований, региональных правительств и межрегиональных структур стратегического планирования.

## Основные работы
Монографии
- Экономико-географический анализ специализации района. Новосибирск: Наука, 1972. — 96 с.
- Экономико-географическая концепция территориального планирования. М.: Наука, 1990. — 129 с.
- География и практика территориального хозяйствования. Екатеринбург: УИФ Наука, 1993. 137 с.(в соавторстве с Т. Е. Дмитриевой).
- Территориальное развитие: методология и опыт регулирования. — СПб.: Наука, 1996. — 109 с.
- Опыт комплексного исследования проблем территориального развития. (Сыктывкар: Коми НЦ УрО РАН, 2003. − 192 с.
- Север России: вопросы пространственного и территориального развития. — Сыктывкар: ИСЭ и ЭПС Коми НЦ УрО РАН, 2015. — 176 с.
- Содержание, системная организация и планирование территориального развития / Под ред. А. И. Татаркина. — Екатеринбург-Сыктывкар: Коми НЦ УрО РАН, 2014. — 236 с. — ISBN 978-5-89606-512-8.
- Экономико-географические аспекты развития Севера России / Электронное издание. Сыктывкар: ИСЭиЭПС Коми НЦ УрО РАН, 2018. — 93 с.
- Социально-экономические проблемы Севера России: сборник авторских статей по северо-арктической тематике. — Сыктывкар: ФИЦ Коми НЦ УрО РАН, 2022. — 296 с. ISBN 978-5-89606-629-3

Составитель и редактор
- «Север как объект комплексных региональных исследований» (Сыктывкар 2005)
- «Север: наука и перспективы инновационного развития» (Сыктывкар 2006)
- «Север: проблемы периферийных территорий» (Сыктывкар, 2007)
- «Север: арктический вектор социально-экологических исследований» (Сыктывкар, 2008)

Статьи
- Теоретические итоги исследований по тематике пространственного и территориального развития (с примерами по Европейскому Северу России) // Экономика региона. : журнал. — 2015. — № 4. — С. 21—29.
- Социально-экономическая география и междисциплинарный синтез в изучении Севера и Арктики России // Пространственная экономика : журнал. — 2015. — № 4. — С. 117—130.
- Геосистемный подход к проблемам социально-экономического развития регионов Севера России // Экономические и социальные перемены: факты, тенденции, прогноз. : журнал. — 2016.. — № 1. — С. 81—95.
- Общественный характер концепций развития экономики северных и арктических районов России // Экономические и социальные перемены: факты, тенденции, прогноз : журнал. — 2016. — № 4. — С. 43—56.
- Хозяйство как объект исследований в системе общественных наук // Журнал экономической теории : журнал. — 2017. — № 3. — С. 11—22.
- Междисциплинарный синтез и исследовательская программа (с примерами по географии Севера России) // Известия Коми научного центра УрО РАН. : журнал. — 2017. — № 1(29). — С. 102—108.
- Концепция программного решения проблем формирования и развития территориально-хозяйственных систем // Экономические и социальные перемены: факты, тенденции, прогноз : журнал. — 2017. — № 5. — С. 37—50.
- Академическая наука и новая индустриализация (на примере Республики Коми) // Экономика региона : журнал. — 2016. — Т. 12, № 4. — С. 989—1000.
- Социально-экономическое пространство и территориальное развитие Севера и Арктики России // Экономика региона : журнал. — 2018. — Т. 14, № 2. — С. 353—365.
- Север России: экономико-географические аспекты развития // Проблемы прогнозирования : журнал. — 2018. — № 5. — С. 39—50. — ISSN 0868-6351.
- Концепция и реальность социально-экономического развития северных территорий России // Север и рынок : журнал. — 2018. — № 5. — С. 4—14. — ISSN 2220-802X. — doi:10.25702/KSC.2220-802X.5.2018.61.4-14.
- Север и интеграция социально-экономического пространства (на примере Северо-Запада России) // Проблемы прогнозирования. 2020. № 3. С. 48-56.
- Стратегия сельского развития северного региона // Экономика региона. 2020. Т.16. вып.3. С. 696—711 (в соавторстве с В. А. Ивановым).
- О диверсификации экономической специализации Республики Коми // ЭКО. 2020. № 12. С. 8-37.
- Социально-экономические исследования и политические аспекты развития северного региона (к столетию Республики Коми) // Экономические и социальные перемены: факты, тенденции, прогноз. 2021. Т. 14. № 3. С. 67-82. DOI: 10.15838.
- Арктика и Север в контексте пространственного развития России // Экономика региона. 2021. Т. 17, вып. 3. С. 737—754.
- Формирование тематики изучения экономических проблем Севера России (к 300-летию Российской академии наук) // Проблемы прогнозирования. 2022. № 4. С. 159—168. DOI: 10.47711/0868-6351-193-159-168.
- Программно-целевая мобилизация ресурсов // Проблемы прогнозирования. 2023. № 1(196). С. 32-41. DOI: 10.47711/0868-6351-196-32-41.
- Минерально-сырьевые ресурсы северных регионов в условиях новой индустриализации России // Север и рынок: формирование экономического порядка. 2023. № 3. С.7-21. doi:10.37614/2220-802X.3.2023.81.001
- Перемены в минерально-сырьевой экономике Севера России // Проблемы прогнозирования. 2024. No 1 (202). С. 208—216. DOI:10.47711/0868-6351-202-208-216
- Региональный опыт изучения и развития производительных сил (пример Республики Коми) // Экономические и социальные перемены: факты, тенденции, прогноз. 2024. Т. 17. № 1. С. 79-90. DOI: 10.15838/esc.2024.1.91.4
- Программно-целевые ТПК в контексте мобилизационной экономики (к 100-летию со дня рождения М. К. Бандмана) // ЭКО. 2024. № 3. С. 260—273. DOI: 10.30680/ECO0131-7652-2024-3-260-273
- Территориальное развитие (теория и методология хозяйственных отношений) // Проблемы развития территории. 2024. Т. 28. № 6. С. 10-21. DOI: 10.15838/ ptd.2024.6.134.2
- Северо-арктическая специфика предмета экономических исследований (методологические аспекты) // Арктика и Север. 2024. № 57. С. 64-76.
- Социально-экономические проблемы Европейского Севера России и географический аспект их решения в современных условиях // Экономические и социальные перемены: факты, тенденции, прогноз. 2025. Т. 18. № 1. С. 80-88. DOI: 10.15838/esc.2025.1.97.4
- Организация и размещение новых производств в Республике Коми (экспериментальный подход) // Экономические и социальные перемены: факты, тенденции, прогноз. 2025. Т. 18. № 3. С. 101–113. DOI: 10.15838/esc.2025.3.99.5

## Награды и премии
- Государственная премия Республики Коми в области экономики (2001);
- Диплом Русского географического общества «За выдающиеся научные работы в области географии» (1994);
- Диплом за активное содействие и большую работу в развитии экономической науки" (2002);
- Премия Правительства РК в области научных исследований (2012);
- Премия им. М. А. Сергеева Уральского отделения РАН (2011);
- Медаль Уро РАН имени Н. Н. Колосовского (2024).
- Орден Дружбы (2005);
- Орден Почёта (2022).